# Odorrana hejiangensis
Odorrana hejiangensis är en groddjursart som först beskrevs av Deng och Yu 1992.  Odorrana hejiangensis ingår i släktet Odorrana och familjen egentliga grodor. IUCN kategoriserar arten globalt som otillräckligt studerad. Inga underarter finns listade i Catalogue of Life.